# Вигрид
Вигрид (др.-сканд. Vígríð)  — равнина, поле битвы, где произойдут основные события Рагнарёка.
Старшая Эдда. Речи Вафтруднира. Пер. А. Корсуна под ред. М. Стеблин-Каменского:

[Вафтруднир сказал]:
«Гагнрад, скажи,
коль стоя ты хочешь
спорить со мною:
как имя равнины,
где встретится Сурт
в битве с богами?»
Один [сказал:]
«Вигрид — равнина,
где встретится Сурт
в битве с богами,
по сто переходов
в каждую сторону
поле для боя».

Младшая Эдда. Видение Гюльви. Пер. О. А. Смирницкой под ред. М. И. Стеблин-Каменского :

Сыны Муспелля достигают поля, что зовется Вигрид. Туда же прибывают и Фенрир Волк с Мировым Змеем. Локи тоже там, и Хрюм, а с ним все инеистые великаны. За Локи же следуют спутники Хель. Но сыны Муспелля стоят особым войском, и на диво светло то войско. Поле Вигрид простирается на сто переходов в каждую сторону.

Древнескандинавское географическое название Vígríðr означает «волна битвы» или «место, на котором разрастается битва».  Имя Vígríðr иногда в современном английском транскрибуется как Vigrid, Vigrith или Wigrid.  